# Егуд
Егу́д (івр. אֵהוּד בֶּן‑גֵּרָא — Егу́д син Ґе́ри) — син ємінеянина Ґери. Ізраїльський біблійний суддя. Згадується в Старому Заповіті, в «Книзі Суддів» (Суд. 3.12-31). Коли народ Ізраїлю почав грішити Бог вирішив покарати їх він зміцнив їх ворога моавітянського царя Еґлона, а також дозволив аммонянам і амаликитянам захопити Місто пальм (Єрихон). Ізраїльтяни були під владою моавітян вісімнадцять років. Коли ізраїльтяни розкаялись Господь послав їм рятівника Егуда, що був лівшею. Ізраїльтяни послали дарунок моавітянському царю через Егуда. У Егуда на поясі висів меч довжиною один лікоть, що був гострий з обох сторін. Коли Еґлон отримав дарунок Егуд дійшов до Ґілґалу, а потім повернувся до царя і сказав, що у нього є таємна справа до нього. Еґлон відіслав усіх і зайшов з Егудом в прохолодну го́рницю. Там Егуд і вбив товстого і неповорткого царя мечем, що витяг лівою рукою, і втік закривши двері горниці. Це перша згадка в Біблії про таке явище, як ліворукість.